# Barrais-Bussolles
 Barrais-Bussolles  là một xã ở tỉnh Allier thuộc miền trung nước Pháp.